# Val Trompia

Het Val Trompia is een dal in de Noord-Italiaanse regio Lombardije (provincie Brescia).  Het dal, dat is uitgesleten door de rivier de Mella, loopt van de stad Brescia in het zuiden tot de Monte Colombine (2215 m) in het noorden. De totale lengte van het hoofddal bedraagt ongeveer 50 kilometer. 
Het zuiden van het dal is dichtbevolkt en sterk geïndustrialiseerd. In Gardone Trompia is een van de oudste wapenfabrieken ter wereld gevestigd. De fabriek Pietro Beretta bestaat sinds 1526 en is de gehele tijd in de handen van dezelfde familie geweest. Ten noorden van Gardone wordt het dal nauwer en natuurlijker.
De weg door de vallei vanuit Brescia loopt door tot de Manivapas (1646 m) waar de weg splitst. De weg in westelijke richting gaat naar de Croce Dominiipas die naar het Val Camonica leidt. In oostelijke richting gaat een smalle steenslagweg naar het Idromeer en het Valle Sabbia. 's Winters wordt er op de Manivapas op bescheiden schaal geskied. 

## Belangrijkste plaatsen
- Gardone Val Trompia (10.936 inw.)
- Lumezzane (24.049 inw.)

## Hoogste bergtoppen
- Monte Colombine (2215 m)
- Monte Crestoso (2207 m)